# 嫗仙の滝
嫗仙の滝（おうせんのたき）は、群馬県吾妻郡草津町にある滝である。落差25m。滝の近くには森の巨人たち百選に選定された「嫗仙の滝のカツラ」がある。

## 概要
嫗仙の滝は、50万年から60万年前に草津白根山から噴出した火砕流が堆積した溶結凝灰岩によってできた滝である。滝の水分に鉄分が含まれる為、岩肌が赤く染まっている。日本の滝百選（517滝）では選定されていないが、北中康文（カメラマン）が選んだ滝100選（1428滝）では選定されている。
滝の近くには、樹高35m、幹周6.7mのカツラの巨木（嫗仙の滝のカツラ、森の巨人たち百選）の他に、トチノキの巨木、まっすぐに伸びたコナラがある。

## アクセス
草津熱帯圏から南東に2Kmほど行った所に駐車場がある。そこから1Kmほどの山坂道を下ると滝がある。なお、沢の水は飲むことができない他、熊への注意・対策が必要である。